# George Cathcart
George Cathcart (12. maj 1794–5. november 1854) var en britisk general og diplomat. 
Han var født i Renfrewshire og var søn af William Cathcart. Efter at han fik sin uddannelse ved Eton og Edinburgh, fik han en officersbestalling i the Life Guards i den britiske hær i 1810. I 1813 blev han sendt til Rusland for at gøre tjeneste som aide-de-camp for sin far, der var ambassadør og militær udsending. George Cathcart var til stede ved de slag, der blev udkæmpet mellem den russiske og den franske hær i 1813, og han fulgte den russiske hær gennem Europa, frem til indmarchen i Paris i marts 1814.
Da Napoleon kom tilbage på tronen i 1815, gjorde Cathcart tjeneste som aide-de-camp for hertugen af Wellington , og han var til stede i slagene ved Quatre Bras og Waterloo. Efter krigen gjorde han tjeneste i 7th Hussars, og blev forfremmet til oberstløjtnant i 1826. Han blev forflyttet til 57. fodfolksregiment i 1828, 8th Hussars i 1830 og 1st Dragoon Guards i 1838. Cathcart blev udnævnt til oberst i 1841.
Cathcart var guvernør i Kapkolonien fra 1852. Han gav kolonien dens første konstitution, gjorde en ende på den ottende xhosakrig og knuste basothoerne. Han blev dræbt under slaget ved Inkerman i Krimkrigen den 5. november 1854.